# Farneški Atlas
Farneški Atlas (tal. Atlante Farnese) rimska je mramorna skulptura Atlasa iz 2. stoljeća nove ere koji drži nebeski globus. Vjerojatno kopija ranijeg djela iz helenističkog razdoblja, to je najstariji postojeći kip Atlanta, Titana iz grčke mitologije koji je predstavljen u ranijim grčkim slikama na vazama, i najstariji poznati prikaz nebeskih sfera i klasičnih zviježđa. Skulptura se nalazi u Nacionalnom arheološkom muzeju u Napulju, u Italiji.
Kip je datiran oko 150. godine nove ere, u vrijeme Rimskog Carstva i nakon što je Klaudije Ptolemej sastavio Almagest, ali dugo se pretpostavljalo da nebeski globus predstavlja zviježđa mapirana u ranijoj helenističkoj astrologiji, posebno u djelu Hiparha u 2. stoljeću pr. Kr.
Atlas se muči pod teretom jer ga je Zeus osudio da drži nebo. Kugla prikazuje prikaz noćnog neba kako se vidi izvan najudaljenije nebeske sfere, s niskim reljefima koji prikazuju 41 (neki izvori kažu 42) od 48 klasičnih grčkih zviježđa koje je razlikovao Ptolomej, uključujući ovna Ovna, labuda Labuda i Herkula junak. Skulptura je visoka 2.1 metara, a sfera je promjera 65 cm.
Naziv Atlas Farnese odražava činjenicu da ga je nabavio kardinal Alessandra Farnesea 1562., i njegovo kasnije izlaganje u vili Farnese.

## Datiranje izvornika
Godine 2005., na sastanku Američkog astronomskog društva u San Diegu, Kalifornija, Bradley E. Schaefer, profesor fizike na Državnom sveučilištu Louisiana, predstavio je analizu o kojoj se naširoko izvještava zaključivši da je tekst Hiparhovog davno izgubljenog kataloga zvijezda možda je bio nadahnuće za prikaz zviježđa na globusu, čime je oživio i proširio raniji prijedlog Georga Thielea (1898.). Zviježđa su prilično detaljna i Schaefer ih smatra znanstveno točnima s obzirom na razdoblje nastanka globusa, što implicira da je modelirano na temelju stvarnog izgleda neba. Njegova statistička analiza zaključuje da su položaji ovih zviježđa u skladu s mjestom na kojem bi se pojavili u doba Hiparha (129. pr. Kr.) – što dovodi do zaključka da se kip temelji na katalogu zvijezda.
Međutim, budući da globus ne sadrži stvarne zvijezde i zato što je krugove na globusu nacrtao netočno i dvosmisleno kipar koji kopira helenistički model, a ne suvremeni astronom, datiranje globusa je još uvijek nesigurno i njegov izvor ili izvori ostaju kontroverzno; Schaeferovi zaključci snažno su osporavani (npr. Dennis Duke), posebno na temelju toga što bez obzira na datum zemaljske kugle, zviježđa na njoj pokazuju velika neslaganja s jedinim postojećim Hiparhovim djelom.

## Vanjske poveznice
- Bradley E. Schaefer, "Epoha sazviježđa na Farneseovom atlasu i njihovo podrijetlo u Hiparhovom izgubljenom katalogu"
- Članak u New York Timesu o prezentaciji dr. Schaefera
- Pronađen članak na Space.com o Hiparhovom zvjezdanom katalogu.
- Nacionalni arheološki muzej, Napulj, Italija  Arhivirana inačica izvorne stranice od 19. srpnja 2021. (Wayback Machine)
- Kritike Schaeferove hipoteze
- Kritički osvrt na Schaeferovu aritmetiku, citate, statistiku, fotogrametriju, razumijevanje Hiparhovih podataka i odzivnost
- Povezani kritički pregled, koji sadrži detaljne fotografske slike